# Nüzgər
Nüzgər è un comune dell'Azerbaigian situato nel distretto di Şəmkir.